# Cenattus exophthalmus
Cenattus exophthalmus är en spindelart som beskrevs av Alexander Petrunkevitch 1942. Cenattus exophthalmus ingår i släktet Cenattus och familjen hoppspindlar. Inga underarter finns listade i Catalogue of Life.